# Atlas Network
Das Atlas Network (zuvor Atlas Economic Research Foundation) ist eine 1981 durch den britischen Unternehmer und Lobbyisten Antony Fisher gegründete Organisation mit Sitz in Arlington, Virginia, die sowohl selbst wie ein Thinktank agiert als auch ein Verbindungsglied von Hunderten zumeist libertären Partnerorganisationen darstellt. In der wissenschaftlichen Literatur wird das Atlas Network dem Neoliberalismus bzw. dem Libertarismus oder Proprietarismus zugeordnet.
Nach eigenen Angaben dient das Netzwerk zum Aufbau und zur internationalen Vernetzung klassisch-liberaler Denkfabriken. Für Hayek als zentrale Netzwerk-Figur im Sinne von Adrienne Héritier stand nicht aktuelle Einwirkung auf die Tagespolitik, sondern kontinuierliche Beeinflussung der Wirtschaftswissenschaft und der öffentlichen Meinung im Vordergrund.
Es hat nach eigener Aussage 500 Partner in 100 Staaten.

## Positionen und Wirken
Zu dem Netzwerk gehören viele Thinktanks, die aktiv an der Verbreitung „klimaskeptischer“ Positionen arbeiten. Gemäß Susanne Götze und Annika Joeres ist das Atlas Network „Partner von so ziemlich allen neoliberalen Thinktanks […], die klimaskeptische Thesen vertreten“. Zudem gilt es als „strategischer Verbündeter“ der Tabakindustrie.
Der damalige britische Premierminister Rishi Sunak bedankte sich 2023 beim Atlas-Mitglied „Policy Exchange“ für die Hilfe bei der Formulierung von Gesetzen („helping us draft legislation“), welche die häufigen Straßenblockaden der Klimaschutzgruppe Extinction Rebellion als willentliche Störung der Autobahn („willful obstruction of the highway“) unter Strafe stellen. In der Folge kam es zu diversen Verhaftungen und Verfahren gegen Aktivisten von Extinction Rebellion. Die Gruppe verkündete in der Folge von derart störenden Protestformen Abstand zu nehmen.

## Finanzierung
Finanziert wird das Atlas Network unter anderem von libertären Akteuren wie den Stiftungen der Brüder Charles G. Koch, David H. Koch und John Marks Templeton, die alle zu den regelmäßigen Spendern gehören. Ebenfalls erhielt das Atlas Network Geld von diversen Unternehmen wie z. B. ExxonMobil, Royal Dutch Shell, MasterCard, Pfizer und Procter & Gamble. Auch Richard Mellon Scaife trug zur Finanzierung bei. Ein weiterer langjähriger Finanzier war der Tabakkonzern Philip Morris, weitere Gelder flossen von den Tabakkonzernen British American Tobacco und Japan Tobacco International.

## Vernetzung
Nach den politischen Erfolgen des Neoliberalismus in Großbritannien, Chile und den USA bis 1980 richtete sich das Augenmerk Fishers auf die globale Vernetzung von Thinktanks und den Aufbau liberaler Stiftungen auch in peripheren Regionen der Welt.
Das Atlas Network koordiniert die Kommunikation zwischen einigen hundert Denkfabriken. 2024 sind dadurch 581 free-market organizations (d. h. freie Marktwirtschaft fördernde Organisationen) in weltweit vernetzt. Das Budget der Organisation betrug 2001 etwa 2,5 Millionen US-Dollar.
Atlas Network verleiht seit 1990 jährlich den Sir Anthony Fisher International Memorial Award sowie seit 2004 jährlich den nach John Marks Templeton benannten Templeton Freedom Award. Benannt wurde die Organisation nach dem Roman Atlas wirft die Welt ab von Ayn Rand. Das Netzwerk veranstaltet regelmäßige Treffen in den verschiedenen Weltregionen und vergibt verschiedene Preise, teilweise in Kooperation mit nationalen Partnern. In Europa trifft sich das Netzwerk regelmäßig zum jährlichen Europe Liberty Forum, dem Transatlantic Thinktank CEO Summit und dem Europe Liberty Award. Seit 2021 vergibt es in Spanien einen Preis für Nachwuchsjournalismus, den Carlos Alberto Montaner Young Journalism Prize (vormals Young Journalism Award).
| Region                | Anzahl |
| --------------------- | ------ |
| USA                   | 181    |
| Kanada                | 11     |
| Südamerika/Karibik    | 121    |
| Europa/Zentralasien   | 157    |
| Afrika                | 59     |
| Ostasien/Pazifik      | 21     |
| Südasien              | 21     |
| Australien/Neuseeland | 10     |

Im deutschen Sprachraum arbeitet Atlas Network u. a. mit den folgenden Organisationen zusammen:
- Centrum für Europäische Politik
- Friedrich A. von Hayek-Gesellschaft
- Friedrich-August-von-Hayek-Institut
- Friedrich-Naumann-Stiftung für die Freiheit
- Prometheus – Das Freiheitsinstitut (Denkfabrik des FDP-Politikers Frank Schäffler)[16]
- Walter-Eucken-Institut
- Stiftung Marktwirtschaft
- European Students for Liberty
- NOUS – Network for Constutional Economics and Social Philosophy (Mitgliedschaft deutsche Regierungsmitglieder, z. B. Lars Feld, persönlicher Beauftragter für die gesamtwirtschaftliche Entwicklung von Christian Lindner, Bundesfinanzminister; Sabine Döring, ehemalige Staatssekretärin im Bundesministerium für Bildung und Forschung)

Im europäischen Raum:
- Epicenter (Belgien)

Im angelsächsischen Raum wirkt das Atlas Network als verbindender Überbau für:
- Institute of Economic Affairs (U.K.)
- Institute for Humane Studies (U.S.)
- Center of Policy Studies (U.K.)
- Center of Independent Studies (Aus)
- Adam Smith Institute (U.K.)
- Policy Exchange (U.K.)
- Manhattan Institute (U.S.)
- Cato Institute (U.S.)
- Pacific Research Institute (U.S.)
- Heartland Institute
- Heritage Foundation
- American Legislative Exchange Council[17]
- Foundation for Individual Rights and Expression, FIRE (U.S.)

In Südamerika ist Atlas vertreten durch:
- Fundación para el Desarrollo de Guatemala (Guatemala)
- Instituto Libertad y Democracia (Peru)
- Fundación Libertad y Progreso (Argentinien)
- Fundación Atlas (Argentinien)
- Centro de Estudios para el Desarrollo (Uruguay)
- Instituto Liberal de São Paulo (Brasilien)

In Afrika vertritt die Interessen:
- Center for African Prosperity[18]
- African Students for Liberty (Kenia)

In Asien:
- Foundation for Economic Freedom (Philippinen)
- Ideas Beyond Borders (Irak)
- Institute for Democracy and Economic Affairs (Malaysia)